# 中書島駅

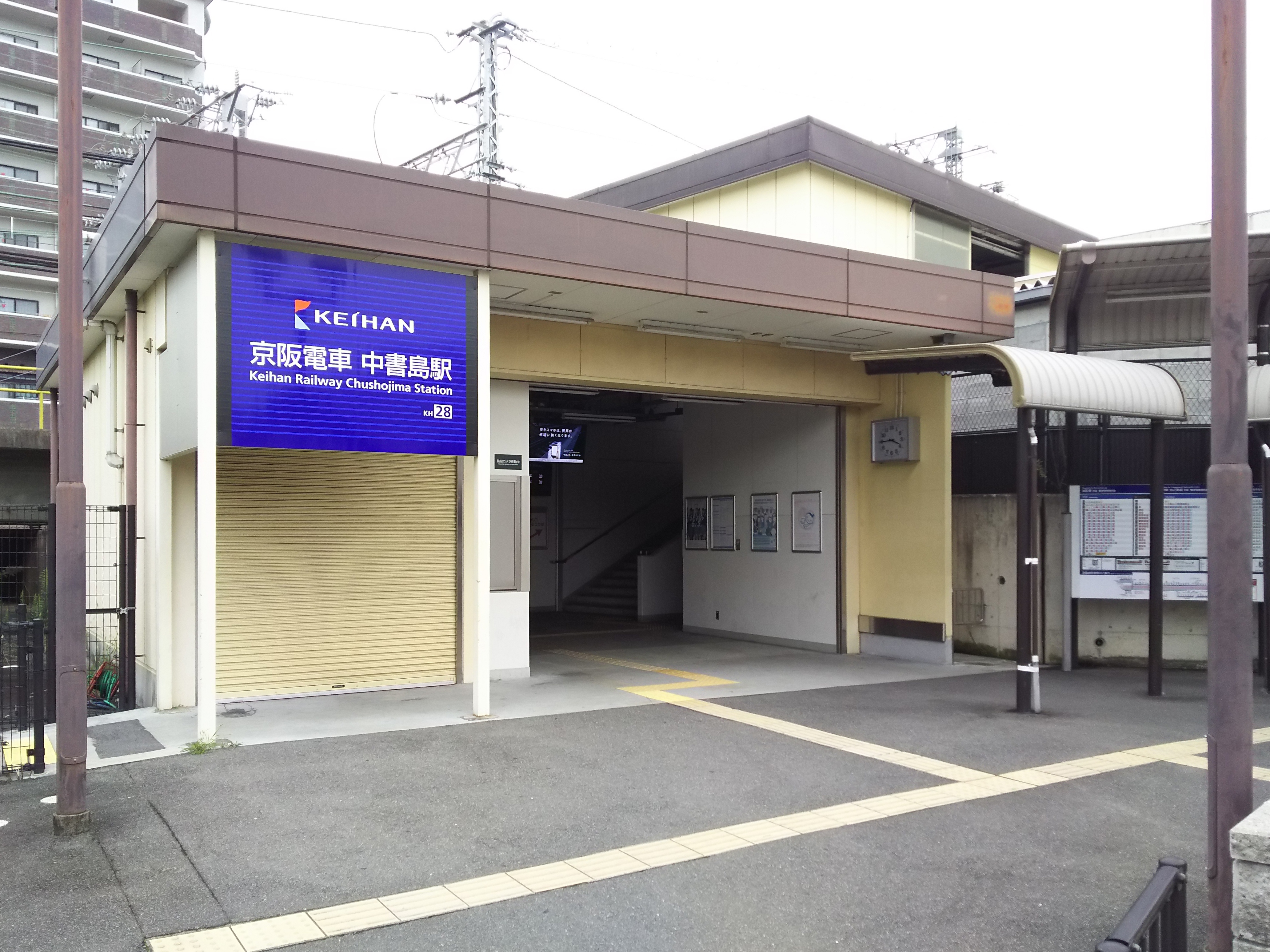
南出口（2017年10月）

中書島駅（ちゅうしょじまえき）は、京都府京都市伏見区葭島（よしじま）矢倉町にある、京阪電気鉄道の駅。駅番号はKH28。

## 利用可能な鉄道路線
- 京阪電気鉄道
  - 京阪本線
  - 宇治線 ※始発駅

## 歴史
開業時・駅横に変電所が造られ、伏見港との接続。大正時代には宇治線の開通と京都電気鉄道伏見線の開業、急行運転の開始と共に急行停車駅となる。太平洋戦争末期には他の交通機関との連絡をするためにと伏見港への側線が建設されている（完成は戦後）。戦後・現在の中央の島ホームの京都向きに凹形の折り返しホームがあった。また1969年には踏切集中監視制御システムの中央装置が設けられる。平成になると特急停車駅に格上げされ、中書島事務所が竣工（ADECと電力管理システム中央装置の更新、緊急地震警報システム導入）、と京阪の京都側の交通の要所として発展してきた。

### 駅名の由来
豊臣政権時代の文禄年間、中務少輔に任官していた脇坂安治が宇治川の分流に囲まれた島に屋敷を建て住んだことから、「中書島」の名前が生まれたとされる。中務少輔の唐名が「中書」であったことから、脇坂は「中書（ちゅうじょう）さま」と呼ばれていた。その「中書さま」の住む屋敷の島という理由で「中書島」と呼ばれるようになった。
正式な地名には使用されておらず、駅の所在地の葭島矢倉町のほかに北浜町・西浜町・東柳町などが中書島とよばれる区画に属している。

### 年表

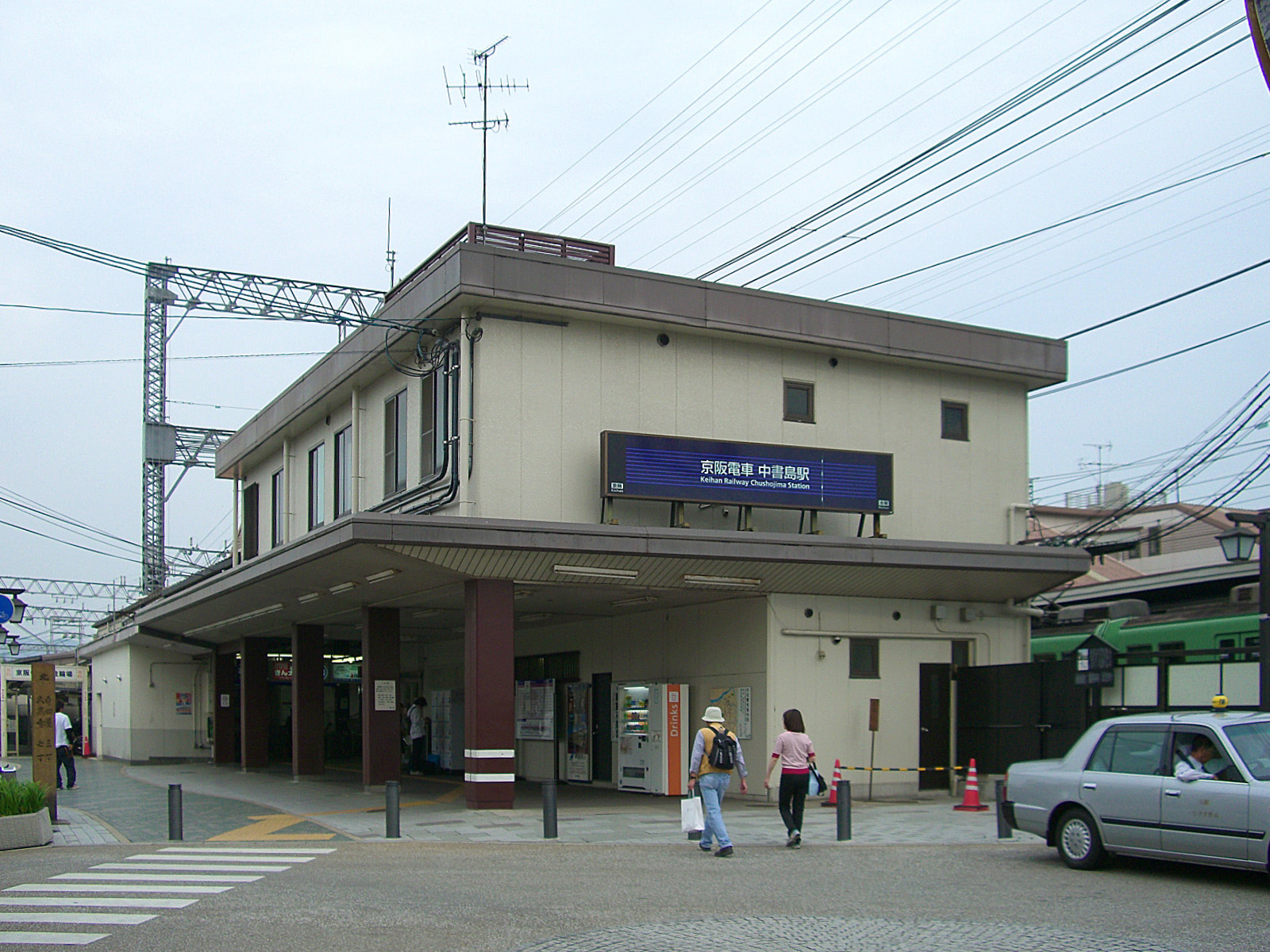
リニューアル前の北出口（2007年5月）

- 1910年（明治43年）4月15日：京阪本線開通と同時に開業。
- 1913年（大正2年）6月1日：京阪宇治線開業。駅を移設して乗換駅となる[6]。
- 1914年（大正3年）8月25日：京都電気鉄道伏見線（1918年7月1日より京都市電）が当駅まで延伸。
- 1916年（大正5年）4月1日：急行停車駅となる。
- 1917年（大正6年）10月1日：大正水害により淀-中書島駅間の堤防破損ほかで京阪本線・宇治線が不通。10月11日に三条-中書島間運転再開。同月18日に淀-中書島駅間が復旧、運転再開[7]。
- 1934年（昭和9年）9月21日：室戸台風が来襲、停電で全線不通。同月27日運転再開[8]。
- 1935年（昭和10年）
  - 6月29日：鴨川水害の余波で山科川が氾濫で浸水して宇治線が全線不通、7月1日運転再開[8]。
  - 8月11日：宇治川が氾濫などで浸水、京阪線当駅-枚方東口駅(現・枚方市駅)間と宇治線全線が不通。8月13日運転再開[8]。
- 1939年（昭和14年）2月21日：駅信号扱所が原因不明の火災で全焼[9]
- 1943年（昭和18年）10月1日：会社合併により京阪神急行電鉄（阪急電鉄）の駅となる。
- 1947年（昭和22年）4月30日：伏見港修築に伴う新設貨物線竣工[6]。
- 1949年（昭和24年）
  - 7月29日：豪雨で観月橋駅の東で線路浸水、16時10分より宇治線運休[10]。
  - 12月1日：会社分離により京阪電気鉄道の駅となる。
- 1951年（昭和26年）5月15日：一部配線変更[6]。
- 1953年（昭和28年）9月25日：台風13号で宇治川堤防決壊、隣接する京阪伏見変電所が浸水して京阪線・宇治線共に運行不能となる。10月1日に運行再開[11]。
- 1961年（昭和36年）9月16日：第2室戸台風により16時30分より京阪線・宇治線共に運転停止。翌17日京阪線は午後3時より、宇治線は午後9時過ぎに運転再開[12]。
- 1964年（昭和39年）10月22日：駅構内で普通列車脱線事故発生[13]。
- 1965年（昭和40年）2月25日：3番線ホームを廃止[6]。
- 1967年（昭和42年）1月28日：構内地下道使用開始、構内踏切を廃止。それまでの4番線→3番線、5番線→4番線に呼称を変更[6]。
- 1969年（昭和44年）3月：踏切集中制御装置の中央装置を設置[3]。
- 1970年（昭和45年）4月1日：京都市電伏見線（塩小路高倉 - 中書島）が廃止。
- 1975年（昭和50年）4月3日：駅舎改造工事竣工[6]。
- 1977年（昭和52年）4月：駅構内中央ホームに琵琶湖汽船食堂が「比叡 中書島店(現在の麺座)」を開店[14]。
- 1984年（昭和59年）6月2日：駅舎改築使用開始[15]。
- 1985年（昭和60年）4月17日：2番線ホーム下にホーム転落検知装置を設置し運用開始[16]。
- 1989年（平成元年）9月27日：構内跨線橋完成[6]。
- 1991年（平成3年） 7月：1番線ホーム、2.3番線ホームに冷房付き待合室運用開始[17]。
- 1993年（平成5年）1月30日：ダイヤ改正で平日朝ラッシュの淀屋橋行き特急6本に限り停車するようになる[18]。なお出町柳行きは引き続き全列車通過。
- 1995年（平成7年）12月27日：1番線ホーム上の待合室が移動しリニューアル冷暖房完備[19]。
- 1996年（平成8年）4月1日：構内跨線橋とホームの間にエレベーター3基を設置運用開始[20]。
- 2000年（平成12年）7月1日：ダイヤ改正で特急の全列車停車駅となる[21]。宇治 - 三条（出町柳）間の直通列車がほとんど廃止されたことに伴い、昼間時に4番線発着の当駅 - 三条（出町柳）間区間運転列車が設定される（事実上、宇治直通列車の系統を当駅を境に分割した形）。
- 2003年（平成15年）9月6日：当駅 - 三条（出町柳）区間運転列車が平日朝の1本のみとなり、4番線発着列車が大幅減少。
- 2004年（平成16年）8月9日：駅南側にバスターミナル開設に併せて、南改札口新設[22][23]。
- 2005年（平成17年）5月30日：駅前広場完成[6]。
- 2006年（平成18年）
  - 4月16日：中書島 - 三条（出町柳）区間運転列車がダイヤ改定で全廃、淀駅の仮移転に伴う臨時電車の待機場所に4番線が使われるようになる。
  - 4月16日：中書島事務所が竣工（ADECと電力管理システム中央装置の更新、緊急地震警報システム導入）[4]。
- 2008年（平成20年）
  - 2月：「ホーム異常通報装置」新設[24]。
  - 3月27日：各ホームにLED列車案内表示機を設置。
- 2012年（平成24年）4月：駅舎リニューアル工事竣工「けいはんインフォステーション」を新設[25]。
- 2013年（平成25年）8月5日：2番線の足下灯をLEDライトに更新[26]。
- 2016年（平成28年）
  - 3月15日：事故情報などをリアルタイムに知らせる「旅客案内ディスプレー」を設置[27]。
  - 3月19日：ダイヤ改正で日中の普通電車の運用がなくなり、準急・特急のみ停車する時間帯が生まれた。
- 2020年（令和2年）2月：2番線ホームに「注意喚起シート（紅白縞模様）」設置[28]。

## 駅構造
相対式ホームの間に島式ホーム1面がある3面4線の地上駅。駅舎は南北双方（北改札は1番線、南改札は4番線の、それぞれ淀屋橋寄り）にあり、各ホームは跨線橋と地下道で連絡している。跨線橋と各ホームを結ぶエレベーターもある。
1番線上にコンビニ（アンスリー）が、2・3番線にはうどん屋「麺座」がある。このほか、アンスリー（2015年3月上旬に従来型の売店「セカンド・ポシェ」からリニューアル）もあったが、2020年9月で営業を終了した。

### のりば
| 番線 | 路線      | 方向 | 行先                 |
| ---- | --------- | ---- | -------------------- |
| 1    | ■京阪本線 | 上り | 三条・出町柳方面     |
| 2    | ■京阪本線 | 下り | 淀屋橋・中之島線方面 |
| 3・4 | ■宇治線   | -    | 宇治方面             |

付記事項
- 宇治線の列車は原則3番線を使用し、4番線は早朝のみ使用する。[31][32]また、京阪本線も含めた3方向の入線・出発に対応している。

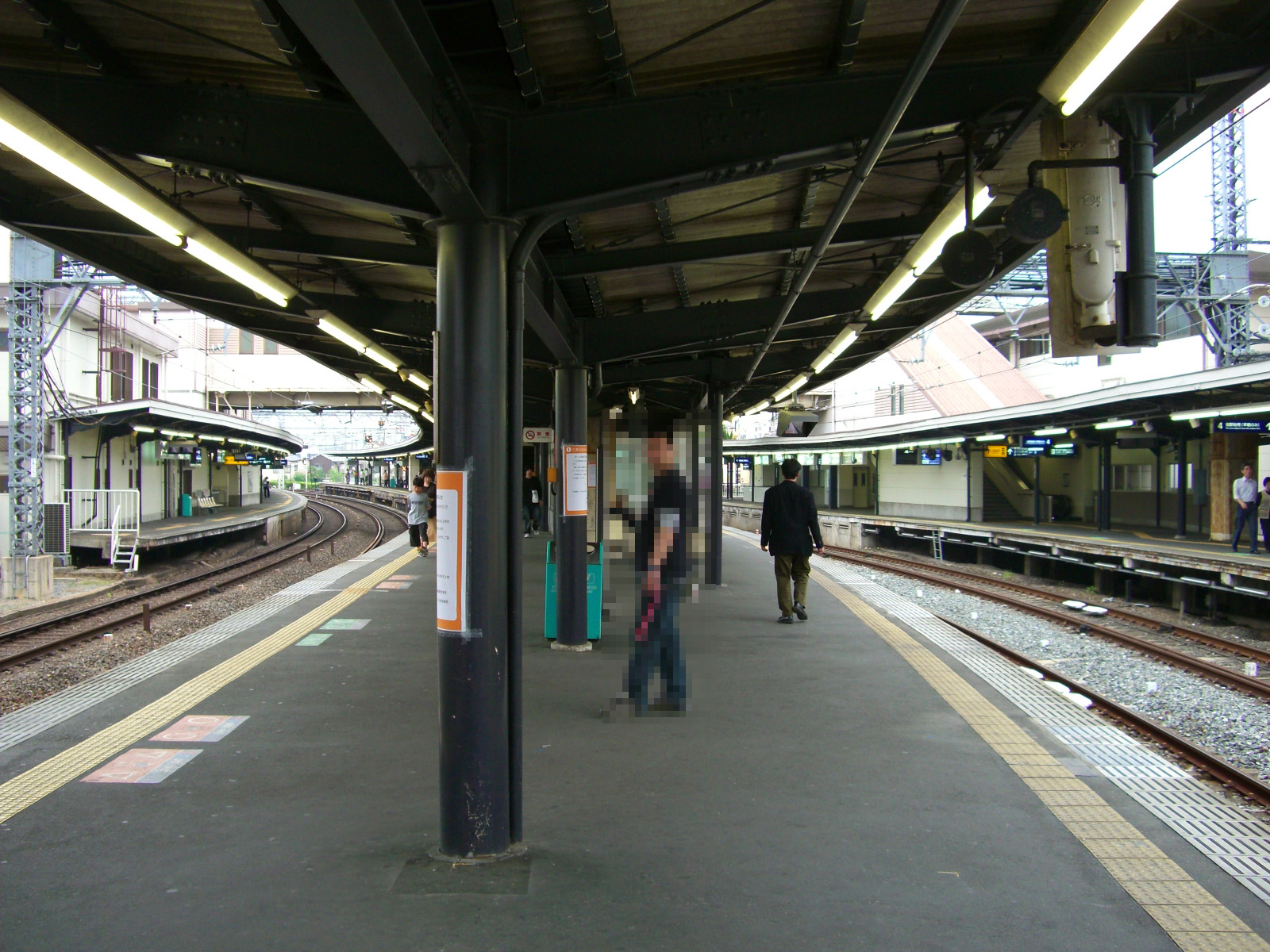
ホーム（左側の1・2番ホームが京阪本線のホーム、右側の3・4番ホームが宇治線ホーム）

### 配線図
|                                               | ↑ 京阪本線 三条・出町柳方面        |                            |
| ← 京阪本線 枚方市・京橋・ 淀屋橋・中之島 方面 | 京阪電気鉄道 中書島駅 構内配線略図 | → 宇治線 六地蔵・宇治 方面 |
| 凡例 出典:                                    |                                    |                            |

### 備考
- 駅構内は急カーブ上に位置し、線路も1番線寄りに急傾斜している。1962年に脱線事故があった記録[13]もあり、3番線発着の列車はかなり減速した上で駅構内へ進入する。なお、宇治線の列車は後述の宇治側の留置線の辺りから駅構内にかけて15km/hで走行する。
- ホームから東（宇治寄り）に20m程進んだ所に宇治線を挟んで2線の留置線があり、北側の留置線は5両編成の車両が、南側は7両編成の車両が留置出来る。また、4番線の大阪側にも8連対応の留置線が1線設けられており、臨時特急に運用される8000系30番台が待機したこともあった。
- 宇治より南側留置線の本線進入部分には社員用駐車場への踏切が設けられている。かつてはその場所に伏見港までの引込み線が存在した。これは第二次世界大戦中の1944年（昭和19年）に、B-29の爆撃で交通網が分断された場合に備え、他の交通機関との連携強化ために敷設されたとされる（京都市電の側線も造られた）。なお、完成したのは終戦後の1946年（昭和21年）で1951年（昭和26年）には撤去されている[34]。
- 駅の外からそれぞれの出入り口を行き来できる自由通路は存在せず、移動するには数メートル離れたそれなりに長い踏切を使うしかなく、注意が必要である。
- 2006年からは淀駅高架化工事により、淀駅の下りホームの位置変更が行われた．そのため、淀発の下り列車は原則一度当駅の4番線に入り、そこから淀駅に向かうこととなった。その際、4番線の宇治よりに7・8両用の乗務員専用小型ホームが設置され、淀発下り準急と臨時列車運転時に使われた。なお、高架化工事完了後、淀駅で直接折り返すことができるようになり、淀での折り返し列車は当駅まで出向いて折返す必要がなくなったため、この小型ホームも撤去された。
- 2・3番線は同一平面上にあるため、本線下り列車と宇治線列車の相互乗換は容易で、1・2番線は8両編成、3・4番線は5両編成まで停車できる。（3番線は2番線と隣同士でスペースはあるが、ポイント事情のため柵がある）当駅以北では8両編成の各駅停車(普通列車・準急行列車・守口市駅通過の通勤準急列車)はない。（ただし、当駅0時17分に発車する特急三条行きは三条駅から普通出町柳行きとなる。）
- 宇治線系統の列車が朝のみ使用する4番線はもともと宇治線から京阪本線に直通する三条・出町柳行き列車用のホームであった。2000年に宇治線と京阪本線の直通列車が当駅を境に系統分割された後も当駅折返し三条・出町柳行ホームとして使用されていたが、2003年秋のダイヤ改正で当駅折返し列車は平日1往復となり、さらに2006年春のダイヤ改定以降、当駅折返し列車が全廃された。4番線は南改札口設置直後は「当駅始発 三条・宇治方面」の記載であったが、しばらくして「当駅始発（早朝のみ）」という表示に変わった。しかし、現在発着する列車は宇治線列車と回送列車のみとなったため、2008年にLED式に更新された発車案内では、3番線と同じく「宇治線 六地蔵・宇治方面」と記載されている。
- 発車メロディ導入駅であり、宇治行きの場合、発車案内放送が通常のものとは違うタイプである。2003年のダイヤ改正時点では「3（4）番線の各駅停車が発車します」となっていたが、その後「3（4）番線の宇治行きが発車します」、そして2007年6月の自動放送更新後は「3（4）番線、宇治行きの、扉が閉まります。ご注意下さい。」となった。同じようなタイプの放送は枚方市駅（私市行き）、京橋駅及び天満橋駅（淀屋橋行きと中之島行き）にも見られる。京阪本線のホームは計2線であるが、宇治線の起点駅でもあるため京阪本線ホームでも発車メロディが使用されている。
- 1番線ホームの出町柳寄りの壁面にある駅名標には宇治線の次駅である観月橋駅が案内されているが，1番線からは宇治線に入線できない。

## 利用状況
2022年（令和4年）度の1日平均乗降人員は10,321人である。
近年の1日あたり利用客数の推移は下記の通り。
| 年度   | 乗降人員 | 乗車人員 |
| ------ | -------- | -------- |
| 2007年 | 12,893   | 6,082    |
| 2008年 | 13,249   | 6,633    |
| 2009年 | 12,975   | 6,438    |
| 2010年 | 13,679   | 6,762    |
| 2011年 | 13,093   | 6,421    |
| 2012年 | 13,393   | 6,608    |
| 2013年 | 12,940   | 6,534    |
| 2014年 | 13,143   | 6,649    |
| 2015年 | 14,326   | 7,213    |
| 2016年 | 11,700   | 5,811    |
| 2017年 | 11,912   | 5,915    |
| 2018年 | 12,279   | 6,099    |
| 2019年 | 11,765   | 5,852    |
| 2020年 | 8,203    | 4,110    |
| 2021年 | 9,178    | 4,553    |
| 2022年 | 10,321   | 5,074    |

## 駅周辺
橋本同様、戦前までは遊廓があり賑わった。現在は駅前に飲食店が軒を連ねるものの、かつての名残は遊廓だった一部の建物が民家として残るのみ。
- 新日本理化京都工場
- 伏見港公園
- 寺田屋（幕末、坂本龍馬が定宿し、また寺田屋事件の舞台になった老舗旅館である）
- 長建寺
- モリタ製作所
- 月桂冠大倉記念館
- キザクラカッパカントリー
- 宇治川派流（濠川）
  - 三栖閘門
  - 十石舟 - 濠川の遊覧船
- 京阪電気鉄道伏見変電所[37]。

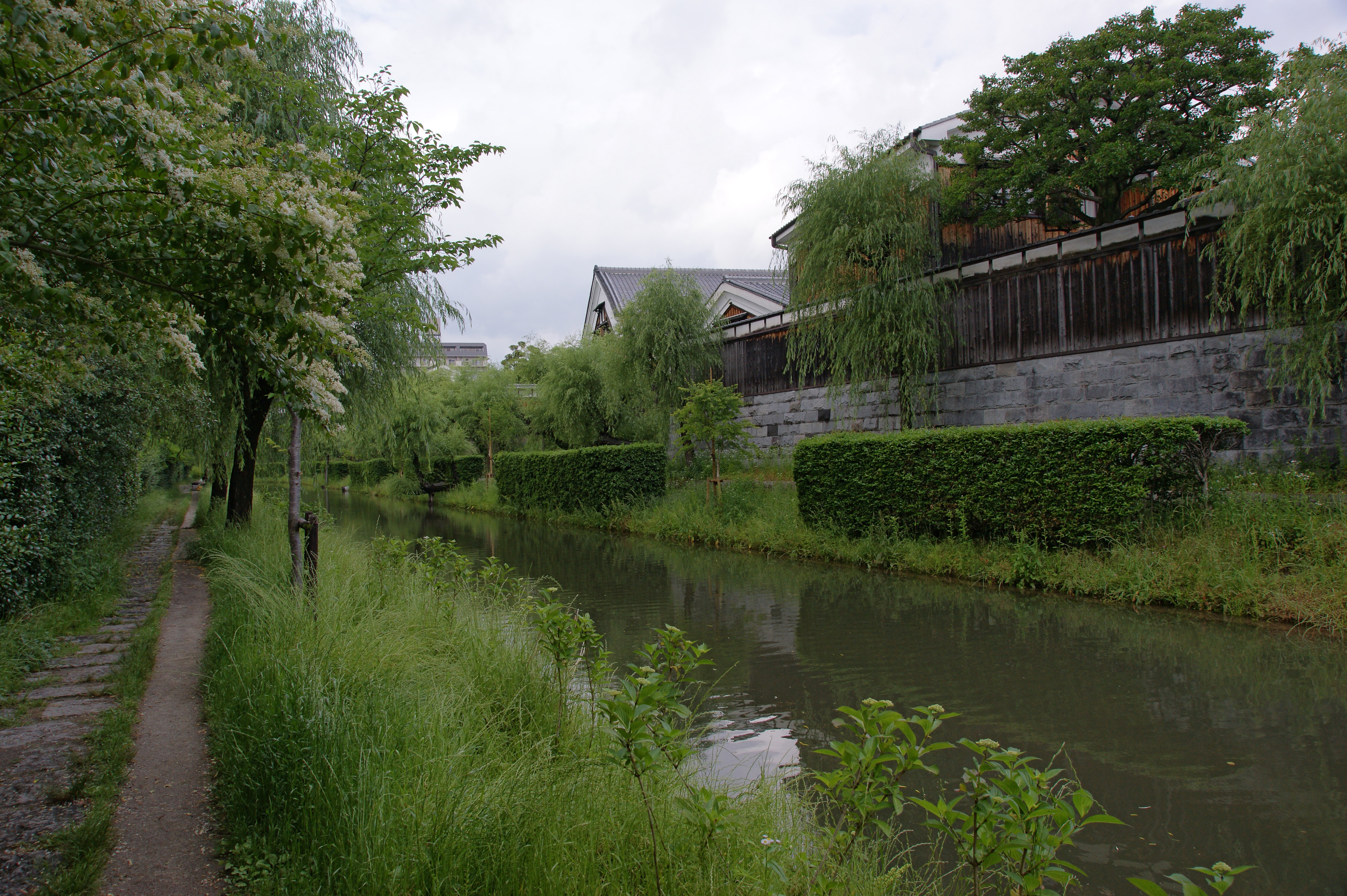
京都市自然100選「伏見濠川の柳並木」
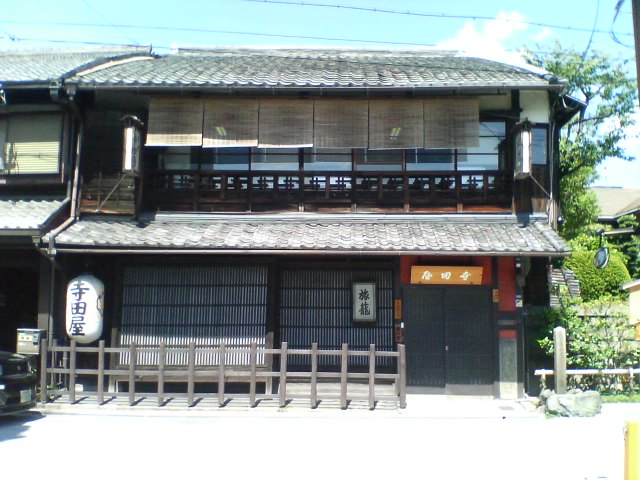
舟宿・寺田屋

## バス路線
京阪中書島
- 京阪バス/京都京阪バス/京阪京都交通
  - 6号経路：醍醐バスターミナル行（桃山南口・大受団地経由）
  - 24A号経路：竹田駅西口行／京阪淀駅行
  - 25系統：近鉄大久保行（まちの駅イオン久御山店前・久御山団地経由）
  - 立命館大学びわこ・くさつキャンパス(BKC)／龍谷大学瀬田キャンパス行

京阪中書島・伏見港公園
81号系統ののりばは京阪中書島（南口）から徒歩3分の伏見港公園そば、他の系統ののりばは駅南側ロータリー内にある。
- 京都市バス
  - 20号系統：京阪淀駅方面（免許試験場前経由、南横大路経由）
  - 22号系統：南工業団地行（久我経由）
  - 81号系統：京都駅前行（竹田街道経由）
  - 南3号系統：竹田駅西口行
  - 南8号系統：竹田駅東口行（桃陵団地前経由）

中書島
京阪中書島駅（北口）から徒歩3分の府道上にある。
- 京都市バス
  - 19号系統：京都駅行（京阪国道経由）／横大路車庫前行
  - 20号系統：京阪淀駅方面（免許試験場前経由、南横大路経由）／横大路車庫前行
  - 22号系統：南工業団地行（久我経由）／横大路車庫前行
  - 81号系統：京都駅行（竹田街道経由）／横大路車庫前行
  - 急行105号系統（休止中[38]）・南5号系統：京都駅行（稲荷大社前経由）／横大路車庫前行
  - 南3号系統：竹田駅西口行／横大路車庫前行
  - 南8号系統：竹田駅東口行（桃陵団地前経由）／横大路車庫前行（大手筋通経由）
- 京阪バス/京都京阪バス
  - 6号経路：竹田駅西口行／醍醐バスターミナル行（桃山南口・大受団地経由）
  - 24A号経路：竹田駅西口行／京阪淀駅行
  - 25系統：近鉄大久保行（まちの駅イオン久御山店前・久御山団地経由）

## その他
- 北口を出た北側には、京都市電伏見線の乗り場が1914年から1970年まであり、市電廃止後は代替の市バスをはじめとするバス乗り場として使われていた。バス乗り場だった当時は、転回するスペースがないため、ターンテーブルが設置されていた。その後バスが経由しなくなり一時空き地となっていたが、現在は有料駐輪場スペースとして活用されている。
- 本線から宇治線への乗り換え案内は、以前は「六地蔵・黄檗・宇治方面」と呼称していたが、2003年以降は「宇治線」とだけ呼称している。
- 4番線は2004年頃に2代目おけいはん（新撰組編）のCM撮影に使われたことがある。
- 乗降客数が10296人と京阪本線特急停車駅では最も少なく[39]、駅前の商店街の利用客も少ないため、商店の女将たちが集まり女性の視点で中書島を活性化させようと活動している[40]。

## 隣の駅
京阪電気鉄道
京阪本線
■快速特急「洛楽」
通過
□ライナー（平日のみ運転）・■特急・■通勤快急（平日下りのみ運転）・■快速急行
樟葉駅 (KH24) - 中書島駅 (KH28) - 丹波橋駅 (KH30)
■急行（下記以外）
石清水八幡宮駅 (KH26) - 中書島駅 (KH28) - 丹波橋駅 (KH30)
■急行（淀始終着の列車）
淀駅（京都競馬場）(KH27) - 中書島駅 (KH28) - 丹波橋駅 (KH30)
■通勤準急（平日下りのみ運転）・■準急・■普通
淀駅（京都競馬場）(KH27) - 中書島駅 (KH28) - 伏見桃山駅 (KH29)
宇治線（全列車各駅に停車）
中書島駅 (KH28) - 観月橋駅 (KH71)
- 括弧内は副駅名および駅番号を示す。